# Alain Peltier
Alain Peltier (Liegi, 25 agosto 1948 – Huy (Belgio), 30 luglio 2005) è stato un pilota automobilistico belga, vincitore del campionato ETCC 1975.
La sua carriera si è svolta tra il 1971 e il 1983, con la maggior parte delle gare disputate a bordo di vetture BMW, ma anche di altre marche come Porsche o Chevrolet Camaro.

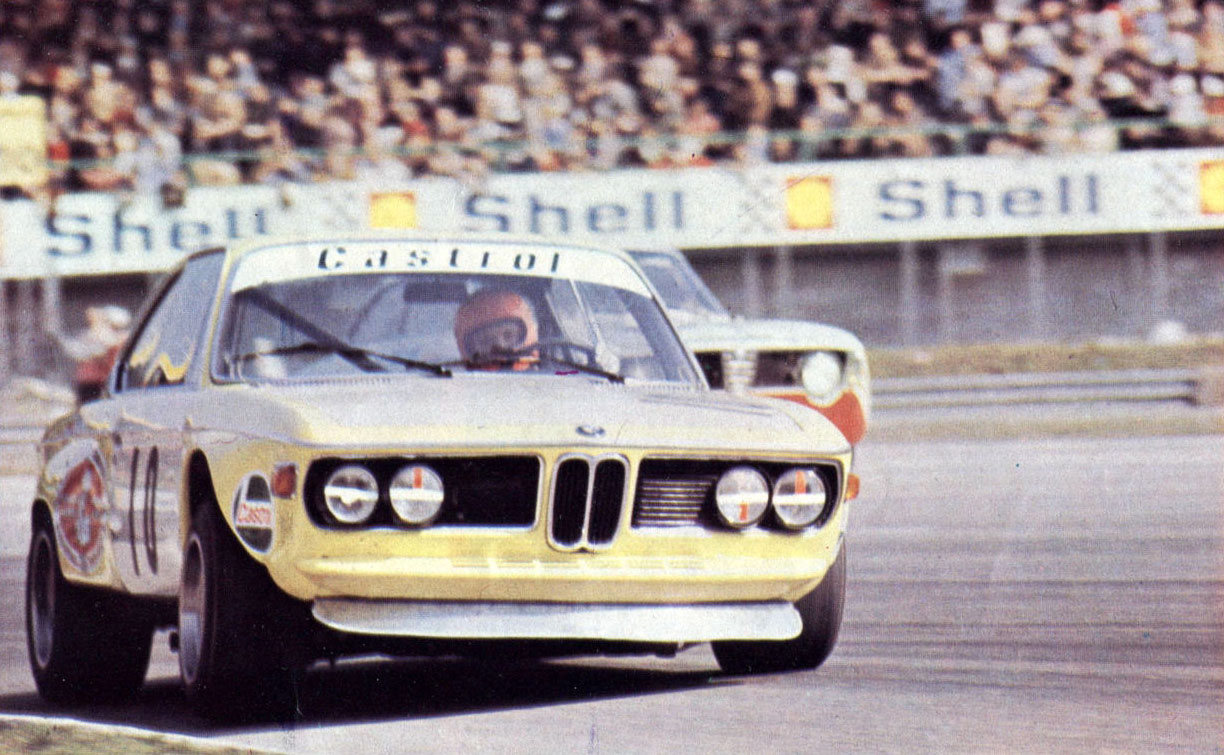
Peltier sulla BMW 2800 CS alla 4 Ore di Monza 1972

## Palmarès
- Campionato europeo turismo 1975 su BMW 3.0 CSL (compagno di squadra tedesco Siegfried Müller Sr. per il Team Faltz-Alpina Essen e BMW European Champion Division 2);
- Campione belga di automobili su BMW 3.0 CSL nel 1974 e su Alfa Romeo Alfetta GTV6 nel 1982 nel Gruppo A;
- Vice-campione europeo 1974 (Team Précision Liegeoise Belgium)
- 4 ore di Monza nel 1974 e 1975;
- 500 chilometri di Vallelunga nel 1974;
- 24 Ore di Spa nel 1974 (3º nel 1978);
- GP di Brno nel 1975;
- 6 ore di Hockenheim nel 1977.
- Partecipazione alla 24 Ore di Le Mans del 1976 con Dieter Quester